# Contre-la-montre par équipes en relais mixte aux championnats du monde de cyclisme sur route 2021
Le contre-la-montre par équipes en relais mixte des championnats du monde de cyclisme sur route 2021 a lieu le 22 septembre 2021 sur 44,5 kilomètres entre Knokke-Heist et Bruges, en Belgique.

## Parcours
Les trois coureurs masculins s'élancent de Knokke-Heist et roulent en direction de Bruges, sur un parcours similaire à celui des contre-la-montre individuels. Après 22,5 kilomètres, ils passent le relais à Bruges au trio féminin. Les trois coureuses ont un parcours différent, tracé sur 22 kilomètres, avec passage au Canal de Damme (Damse Vaart) et une arrivée à Bruges. Le temps est pris sur la deuxième coureuse à l'arrivée.

## Participants
Chaque équipe est composée de 6 cyclistes (3 hommes et 3 femmes) :
| Équipes nationales (12)- Pays-Bas - Italie - Allemagne - Danemark - Belgique - France - Suisse - Grande-Bretagne - États-Unis - Autriche - Pologne - Espagne Équipe régionale et de club- Centre mondial du Cyclisme |
| |

## Classement
| Rang | Coureurs | Équipe                     |    | Temps       |
| ---- | --- | -------------------------- | -- | ----------- |
| 1    | Mieke Kröger Lisa Brennauer Lisa Klein Nikias Arndt Max Walscheid Tony Martin                                  | Allemagne                  | en | 50 min 49 s |
| 2    | Annemiek van Vleuten Ellen van Dijk Riejanne Markus Jos van Emden Koen Bouwman Bauke Mollema                   | Pays-Bas                   | +  | 13 s        |
| 3    | Elena Cecchini Marta Cavalli Elisa Longo Borghini Edoardo Affini Matteo Sobrero Filippo Ganna                  | Italie                     |    | 38 s        |
| 4    | Nicole Koller Elise Chabbey Marlen Reusser Stefan Bissegger Mauro Schmid Stefan Küng                           | Suisse                     |    | 38 s        |
| 5    | Alice Barnes Joscelin Lowden Anna Henderson Daniel Bigham John Archibald Alex Dowsett                          | Grande-Bretagne            |    | 55 s        |
| 6    | Emma Norsgaard Jørgensen Amalie Dideriksen Julie Leth Mikkel Bjerg Magnus Cort Nielsen Mathias Norsgaard       | Danemark                   |    | 1 min 16 s  |
| 7    | Jolien D'Hoore Shari Bossuyt Lotte Kopecky Victor Campenaerts Yves Lampaert Ben Hermans                        | Belgique                   |    | 1 min 21 s  |
| 8    | Leah Thomas Coryn Rivera Ruth Winder Lawson Craddock Neilson Powless Brandon McNulty                           | États-Unis                 |    | 2 min 10 s  |
| 9    | Clara Copponi Marion Borras Coralie Demay Thomas Denis Benjamin Thomas Valentin Tabellion                      | France                     |    | 2 min 52 s  |
| 10   | Karolina Kumięga Karolina Karasiewicz Aurela Nerlo Bartosz Rudyk Filip Maciejuk Damian Papierski               | Pologne                    |    | 3 min 23 s  |
| 11   | Lourdes Oyarbide Ziortza Isasi Sara Martín Diego López Lluís Mas Xabier Mikel Azparren                         | Espagne                    |    | 4 min 6 s   |
| 12   | Christina Schweinberger Sarah Rijkes Kathrin Schweinberger Tobias Bayer Maximilian Schmidbauer Felix Ritzinger | Autriche                   |    | 4 min 33 s  |
| 13   | Anastasiya Kolesava Akvilė Gedraitytė Tereza Medvedová Paul Daumont Ahmad Wais Jean Eric Habimana              | Centre mondial du cyclisme |    | 6 min 29 s  |